# Diocèse d'Asie
324–535

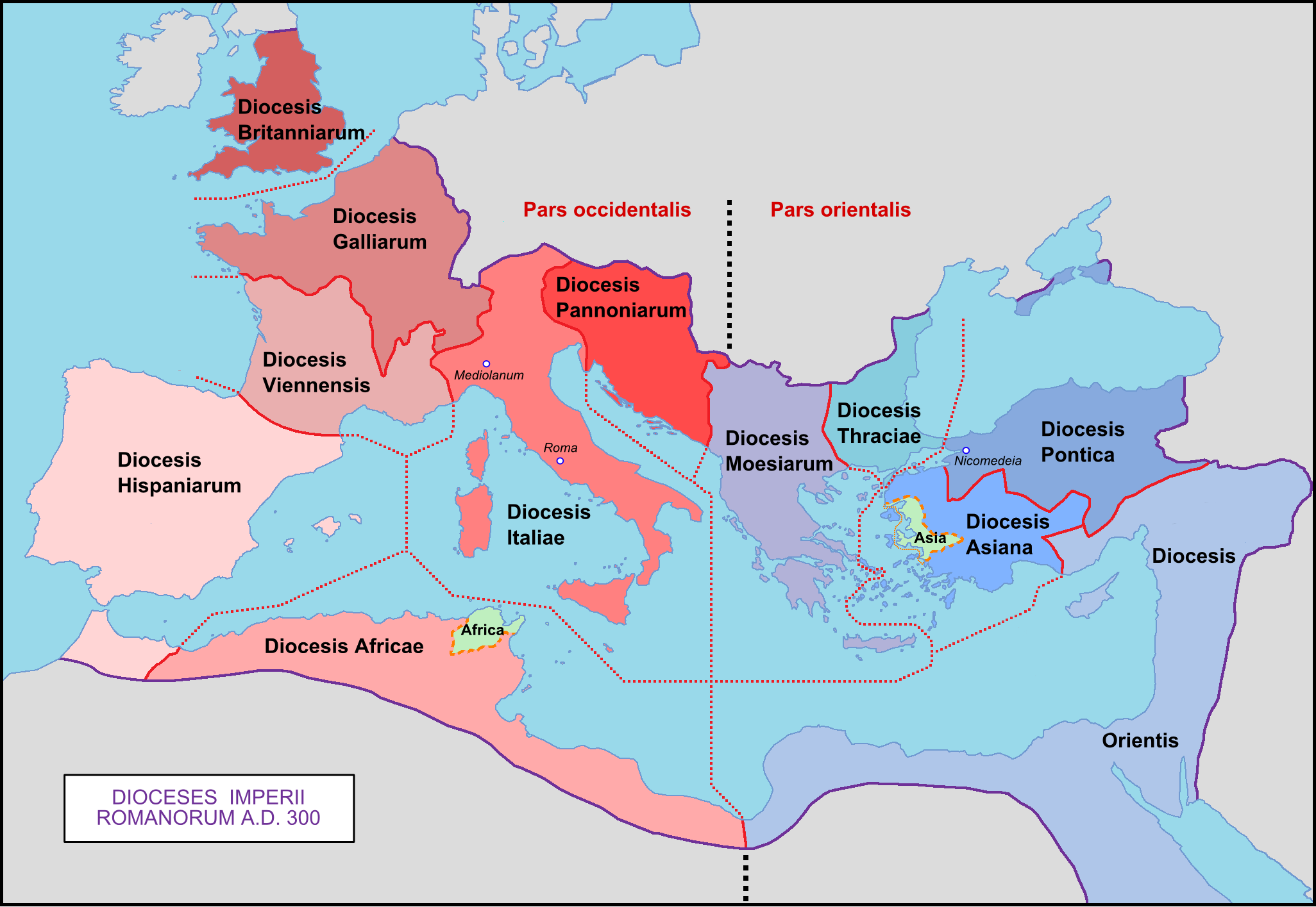
Les diocèses de l'Empire romain en 300

Le diocèse d’Asie (latin : Dioecesis Asiana, grec : Διοίκησις Ἀσίας/Άσιανῆς) était un diocèse de l’Empire romain, comprenant les provinces d’Anatolie et les îles de la mer Égée.
Le diocèse subordonné à la préfecture prétorienne de l’Orient a été créé par Dioclétien et a été aboli lors des réformes de Justinien en 535. C’était l’un des diocèses les plus peuplés et les plus riches de l’Empire s'étendant sur les provinces d'Asie, de Mysie, de Pamphylie, de Carie, de Lydie, de Lycie, de Lycaonie, de Pisidie et de Phrygie.

## Organisation
Le diocèse d'Asie (324-535), Asie mineure, ou Anatolie, englobe surtout l’ancienne province d’Asie (de -133 à 293), concentré sur la riche partie occidentale de la péninsule le long de la mer Égée :

### Ouest
- Asie (de -146/133 à 293, 295-?, proconsulaire), région située en bordure de la mer Égée, capitale Pergame (Bergama) puis Éphèse (Selçuk (İzmir)),
- Îles Égéennes (moins la Crète),

### Nord
- Mysie, région bordée par la mer de Marmara au nord, et par la mer Égée à l'ouest, futur thème d'Opsikion (640c-750/1230), villes de Pergame, Cyzique, Lampsaque, Nicomédie,

### Intérieur
- Lycaonie, région limitée par la Cappadoce au nord-est, la Galatie au nord, la Phrygie au nord-ouest, l'Isaurie à l'ouest et la Cilicie au sud-est, capitale Iconium (Konya),
- Phrygie, région située entre la Lydie et la Cappadoce, sur la partie occidentale du plateau anatolien, redécoupée en
  - Phrygie Salutaire à l'est, avec pour capitale Synnada (Şuhut),
  - Phrygie Pacatienne, à l'ouest, avec pour capitale Laodicée du Lycos (Denizli),
- Pisidie, région située entre la Phrygie au nord, l'Isaurie à l'est, la Pamphylie au sud-est, la Lycie au sud, la Carie au sud-ouest et la Lydie au nord-ouest dont les frontières ont beaucoup varié, villes de Termessos et Sagalassos,

### Sud
- Pamphylie (de -133 à 74, -303), région située entre la Lycie à l'ouest, la Cilicie à l'est, la Pisidie au nord et la Méditerranée au sud, capitale Pergé (Aksu (Antalya)) puis Antalya,
- Carie, région correspondant à l'actuelle région de Bodrum au sud-ouest de la Turquie,
- Lycie, région au sud de la Lydie, bordée à l'ouest par la Carie, et à l'est par la Pamphylie, au nord par la Pisidie, province romaine de Lycie et Pamphylie (it) (de 74 à 1071, capitale Antalya et Sidé)
- Lydie, région occidentale de l'Asie Mineure, bordée au nord par la Mysie, au sud par la Carie, à l'ouest par l'Ionie et à l'est par la Phrygie, intégrée dans la province romaine d'Asie.

## Liste (partielle) des Vicaires (Vicarii Asiae)

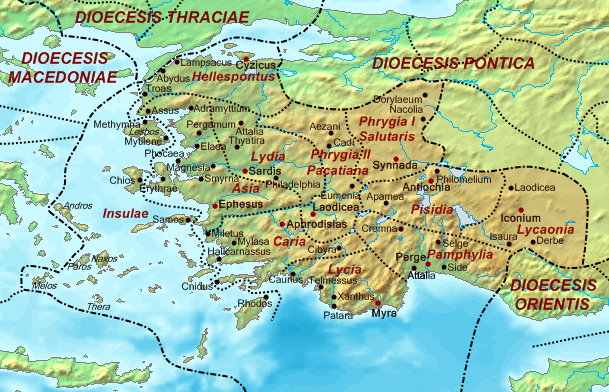
Diocèse d'Asie (avec ses provinces) vers 400

- Flavius Ablabius (324-326)
- Tertullianus (vers 330)
- Veronicianus (334-335)
- Scylacius (vers 343)
- Anatole (vers 352)
- Araxius (353-354)
- Germanus (360)
- Italicianus (361)
- Césaire (362-363)
- Clearchus (363-366)
- Auxonius (366-367)
- Musonius (367-368)